# Festival du film Czech-in
Le Festival du film Czech-in est un festival de cinéma organisé à Paris, depuis 2009, visant à promouvoir les cinémas tchèque et slovaque.
Sa mission est de permettre aux spectateurs français de voir l'évolution de la cinématographie après la révolution de Velours et de leur présenter les acteurs de l’industrie cinématographique (réalisateurs, acteurs, producteurs…).
Les films présentés sont, pour la plupart, inédits en France et sous-titrés français. Les projections ont été accueillies par les salles Art et essai parisiennes l'Entrepôt, ou Christine Cinéma Club.